# Gottfried Kapferer
Gottfried Kapferer (* 6. Juni 1954 in Fulpmes) ist ein österreichischer Hauptschullehrer und Politiker. Kapferer war von 2008 bis 2013 Abgeordneter zum Tiroler Landtag.

## Ausbildung und Beruf
Kapferer besuchte von 1960 bis 1964 die Volksschule in Fulpmes und im Anschluss bis 1968 die örtliche Hauptschule. 1968 wechselte er an das Musisch-Pädagogische Realgymnasium Innsbruck-Fallmerayerstraße, das er 1972 mit der Matura abschloss. Kapferer setzte seine Ausbildung zwischen 1972 und 1974 ab der Pädagogischen Akademie fort und legte 1974 die Lehramtsprüfung für die Volksschule und 1977 die Lehramtsprüfung für die Hauptschule ab.
Kapferer war von 1974 bis 1976 Vertragsbediensteter am Finanzamt in Innsbruck und arbeitete im Schuljahr 1976/77 als Lehrer am Polytechnischen Lehrgang Längenfeld. Seit dem Schuljahr 1977/78 ist Kapferer als Hauptschullehrer an der Hauptschule Fulpmes beschäftigt.

## Politik
Kapferer war von 25. März 2004 bis 2010 Vizebürgermeister der Gemeinde Fulpmes und von 2005 bis 2008 ÖAAB-Obmann von Fulpmes. 2010 kandidierte er mit einer unabhängigen Bürgerliste für den Gemeinderat. Seine Liste wurde dabei stimm- und mandatsstärkste Fraktion (fünf von 15 Gemeinderäten). Kapferer ist Mitglied des Gemeindevorstands und Obmann des Überprüfungsausschusses.
Er kandidierte als Spitzenkandidat für die Liste Fritz Dinkhauser im Bezirk Innsbruck-Land und zog am 1. Juli 2008 in den Tiroler Landtag ein. Aufgrund dieser Kandidatur trat er aus der ÖVP und dem ÖAAB aus. Bei der Landtagswahl 2013 trat er nicht mehr an.
| Personendaten    | Personendaten                                                                |
| ---------------- | ---------------------------------------------------------------------------- |
| NAME             | Kapferer, Gottfried                                                          |
| KURZBESCHREIBUNG | österreichischer Politiker (Liste Dinkhauser), Landtagsabgeordneter in Tirol |
| GEBURTSDATUM     | 6. Juni 1954                                                                 |
| GEBURTSORT       | Fulpmes                                                                      |